# Alpaida grayi
Alpaida grayi är en spindelart som först beskrevs av John Blackwall 1863.  Alpaida grayi ingår i släktet Alpaida och familjen hjulspindlar. Inga underarter finns listade i Catalogue of Life.